# Тургутуй (станція)
Тургутуй (рос. Тургутуй) — станція Читинського регіону Забайкальської залізниці Росії, розташована на дільниці Заудинський — Каримська між станціями Сохондо (відстань — 10 км) і Яблонова (13 км). Відстань до ст. Заудинський — 457 км, до ст. Каримська — 188 км.